# Ötcsillagos szálloda
Az ötcsillagos szálloda olyan kereskedelmi szálláshely, mely Magyarországon megfelel a következő törvényi előírásoknak a belkereskedelemről szóló 1978. évi I. törvény 40. §-a és az 54/2003. (VIII.29.) GKM rendelet alapján:
Megfelel a négycsillagos szálloda követelményeinek a következő kiegészítésekkel:

## Felszereltsége
- 1. A szállodában legalább egy étterem és két egyéb vendéglátó üzlet működik, továbbá a szállodában különtermek állnak a vendégek rendelkezésére.
- 2. A szállodai szobák nagysága legalább a szobák 80%-ánál:
  - Egyágyas: legalább 18 négyzetméter.
  - Kétágyas: legalább 26 négyzetméter.
- 3. A szobák berendezése, felszereltsége:
  - Lakosztály: a háló- és lakóterület építészetileg elválasztott, legalább 34 négyzetméter, a rendelet hatályba lépése után épülő szállodában 40 négyzetméter. A szállodában legalább egy, 30 szoba felett minden megkezdett 30 szoba után további egy állandó lakosztály van kialakítva.
- 4. Lásd négycsillagos.
- 5. Vizesblokkok berendezése, felszereltsége: a fürdőszobában fürdőköpeny, nagyítós borotválkozótükör áll a vendég rendelkezésére.
- 6. Lásd négycsillagos.
- 7. Lift: a rendelet hatálybalépése után épülő szállodában csomagfelvonót alakítanak ki.
- 8. Lásd négycsillagos.
- 9-10-11. Lásd négycsillagos.

## Kötelező szolgáltatások
- 1. Csomagszállítás: 24 órán át londiner által.
- 2. Textíliaváltás: ágynemű legalább kétnaponta.
- 3. Étel-, italkínálat:
  - szezonjelleggel működő szállodában: 4 fogásos menü, minden fogásban 3 választási lehetőséggel vagy büféebéd, -vacsora,
  - egész évben üzemelő szállodában: á la carte ételválaszték, itallap, az italrendelést szakmai tanácsadás segíti.
- 4. Felszolgálás:
  - reggeli: 10 óráig,
  - szobaszerviz: 24 órán át,
  - étel: 11-23 óráig, az emeleten is, a fennmaradó időben kis étlap,
  - ital: legalább 18 órán át, az emeleten 24 órán át.
- 5. Lásd négycsillagos.
- 6. Légkondicionálás: valamennyi vendégszobában.

## Fakultatív szolgáltatások
- Az ötcsillagos szállodánál az elérendő minimális pontszám: 169